# 京都2歳ステークス
京都2歳ステークス（きょうとにさいステークス）は、日本中央競馬会 (JRA)が京都競馬場で施行する中央競馬の重賞競走 (GIII) である。競馬番組表での名称は「ラジオNIKKEI杯京都2歳ステークス（ラジオニッケイはい きょうとにさいステークス）」と表記される。
競走名の「ラジオNIKKEI」は、寄贈賞を提供している日経ラジオ社の愛称で東京都港区虎ノ門に本社を置く短波放送局である。開局から2年後の1956年（昭和31年）より中央競馬中継（『中央競馬実況中継』）を実施している。
正賞はラジオNIKKEI杯。

## 概要

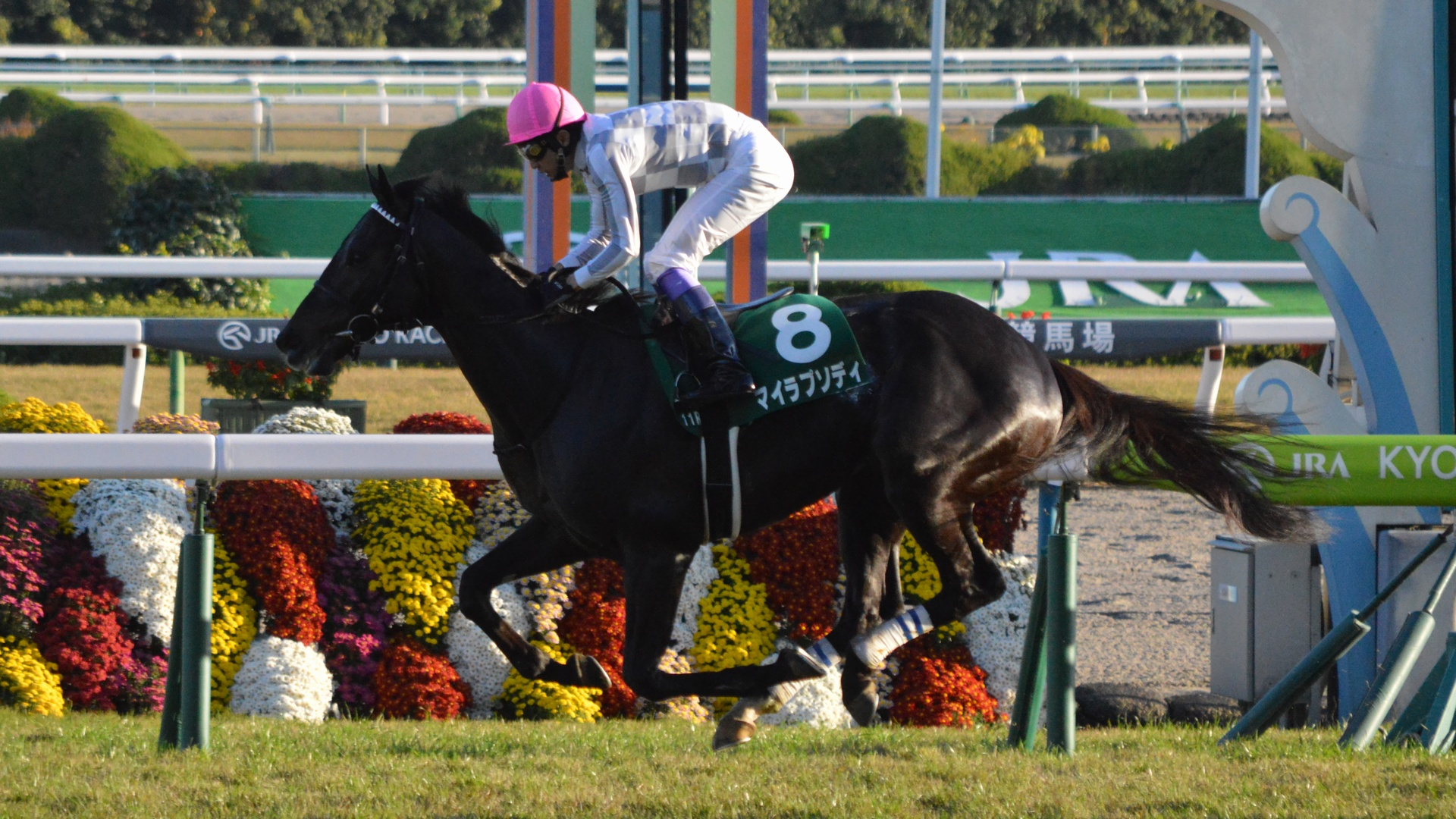
2019年京都2歳S
（優勝馬・マイラプソディ）

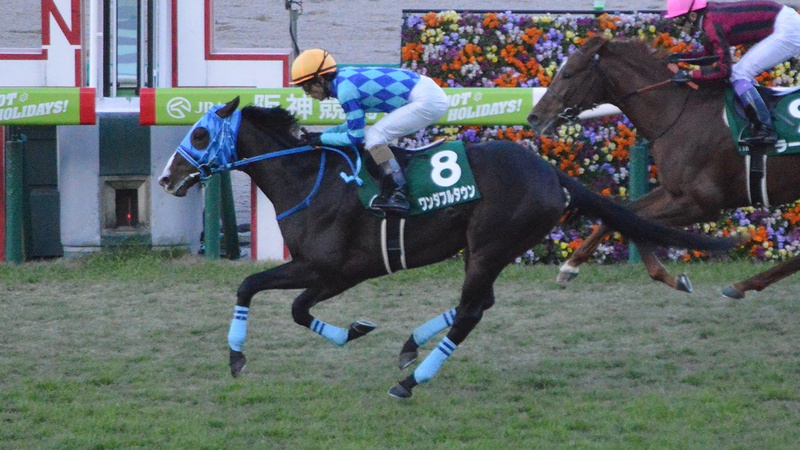
2020年京都2歳S
（優勝馬・ワンダフルタウン）

2歳馬の距離適性を測る試金石となる競走である。
本競走は「京都3歳ステークス（きょうとさんさいステークス）」の名称で創設された1959年から続く伝統ある競走で、長らく特別競走として行われてきたが、2歳馬の競走体系のさらなる充実、およびローテーションを整備することを目的として、2014年より重賞に格上げのうえ、正賞をそれまで阪神競馬場で開催されていた「ラジオNIKKEI杯2歳ステークス」（現:「ホープフルステークス（日本馬主協会連合会会長賞）」）から当競走に変更、同時に競走名も変更して新設された。
初年度より日本グレード格付け管理委員会の承認を得てGIIIに格付けされており、地方競馬所属馬は3頭まで、外国調教馬は9頭まで出走が可能である。

### 競走条件
以下の内容は、2024年現在のもの。
出走資格：サラ系2歳
- JRA所属馬
- 地方競馬所属馬（後述）
- 外国調教馬（優先出走）

負担重量：馬齢（牡・騸56kg、牝55kg）
ホープフルステークスのステップ競走に指定されており、地方競馬所属馬は同競走の出走候補馬（3頭まで）に優先出走が認められている。また、本競走で2着以内の成績を収めた地方競馬所属馬にはホープフルステークスの優先出走権が与えられる。

### 賞金
2024年の1着賞金は3300万円で、以下2着1300万円、3着830万円、4着500万円、5着330万円。

## 歴史
- 2014年 - 重賞 (GIII)に格上げのうえ、名称を「ラジオNIKKEI杯京都2歳ステークス」に変更して創設[4]。
- 2020年 - 京都競馬場の整備工事に伴い、阪神競馬場[8]で施行。このため、出走可能頭数が16頭に変更される（2021年・2022年も同様）。

### 歴代優勝馬
コース種別を表記していない距離は、芝コースを表す。
| 回数   | 施行日         | 競馬場 | 距離  | 優勝馬             | 性齢 | タイム | 優勝騎手     | 管理調教師 | 馬主                           |
| ------ | -------------- | ------ | ----- | ------------------ | ---- | ------ | ------------ | ---------- | ------------------------------ |
| 第1回  | 2014年11月29日 | 京都   | 2000m | ベルラップ         | 牡2  | 2:04.8 | W.ビュイック | 須貝尚介   | （有）サンデーレーシング       |
| 第2回  | 2015年11月28日 | 京都   | 2000m | ドレッドノータス   | 牡2  | 2:01.3 | 武豊         | 矢作芳人   | （有）キャロットファーム       |
| 第3回  | 2016年11月27日 | 京都   | 2000m | カデナ             | 牡2  | 2:02.6 | 福永祐一     | 中竹和也   | 前田幸治                       |
| 第4回  | 2017年11月25日 | 京都   | 2000m | グレイル           | 牡2  | 2:01.6 | 武豊         | 野中賢二   | （株）カナヤマホールディングス |
| 第5回  | 2018年11月24日 | 京都   | 2000m | クラージュゲリエ   | 牡2  | 2:01.5 | J.モレイラ   | 池江泰寿   | （有）キャロットファーム       |
| 第6回  | 2019年11月23日 | 京都   | 2000m | マイラプソディ     | 牡2  | 2:01.5 | 武豊         | 友道康夫   | （株）キーファーズ             |
| 第7回  | 2020年11月28日 | 阪神   | 2000m | ワンダフルタウン   | 牡2  | 2:01.6 | 和田竜二     | 高橋義忠   | 三田昌宏                       |
| 第8回  | 2021年11月27日 | 阪神   | 2000m | ジャスティンロック | 牡2  | 2:03.3 | 松山弘平     | 吉岡辰弥   | 三木正浩                       |
| 第9回  | 2022年11月26日 | 阪神   | 2000m | グリューネグリーン | 牡2  | 2:00.5 | M.デムーロ   | 相沢郁     | 斎藤光政                       |
| 第10回 | 2023年11月25日 | 京都   | 2000m | シンエンペラー     | 牡2  | 1:59.8 | J.モレイラ   | 矢作芳人   | 藤田晋                         |
| 第11回 | 2024年11月23日 | 京都   | 2000m | エリキング         | 牡2  | 2:00.9 | 川田将雅     | 中内田充正 | 藤田晋                         |

### 1985年から2013年までの優勝馬
優勝馬の馬齢は、2000年以前も現行表記に揃えている。
競走名は2000年まで「京都3歳ステークス」、馬齢表記が現行表記となった2001年以降は「京都2歳ステークス」。
| 施行日         | 競馬場 | 距離  | 条件     | 優勝馬             | 性齢 | 所属   | タイム          | 優勝騎手 | 管理調教師 | 馬主                       |
| -------------- | ------ | ----- | -------- | ------------------ | ---- | ------ | --------------- | -------- | ---------- | -------------------------- |
| 1985年11月24日 | 京都   | 1600m | オープン | ノトパーソ         | 牝2  | JRA    | 1:39.7          | 加用正   | 瀬戸口勉   | （有）能登                 |
| 1986年11月22日 | 京都   | 1600m | オープン | ヤマニンアーデン   | 牡2  | JRA    | 1:36.7          | 村本善之 | 池江泰郎   | 土井宏二                   |
| 1987年11月28日 | 京都   | 1600m | オープン | マルシゲアトラス   | 牝2  | JRA    | 1:38.6          | 南井克巳 | 宇田明彦   | 坂東島繁藤                 |
| 1988年11月26日 | 京都   | 1600m | オープン | シャダイカグラ     | 牝2  | JRA    | 1:37.8          | 武豊     | 伊藤雄二   | 米田茂                     |
| 1989年11月25日 | 京都   | 1600m | オープン | ニチドウサンダー   | 牡2  | JRA    | 1:36.5          | 増井裕   | 白井寿昭   | 山田敏夫                   |
| 1990年11月18日 | 京都   | 1800m | オープン | ソーエームテキ     | 牡2  | JRA    | 1:49.1          | 丸山勝秀 | 土門一美   | 池田豊治                   |
| 1991年11月17日 | 京都   | 1800m | オープン | スタントマン       | 牡2  | JRA    | 1:50.2          | 角田晃一 | 渡辺栄     | 池谷誠一                   |
| 1992年11月22日 | 京都   | 1800m | オープン | マルカツオウジャ   | 牡2  | JRA    | 1:49.7 （同着） | 武豊     | 田中耕太郎 | 竹内十志夫                 |
| 1992年11月22日 | 京都   | 1800m | オープン | エルウェーウィン   | 牡2  | JRA    | 1:49.7 （同着） | 岸滋彦   | 坪憲章     | 雑古隆夫                   |
| 1993年11月21日 | 京都   | 1800m | オープン | ナリタブライアン   | 牡2  | JRA    | 1:47.8          | 南井克巳 | 大久保正陽 | 山路秀則                   |
| 1994年11月13日 | 京都   | 1800m | オープン | スキーキャプテン   | 牡2  | JRA    | 1:48.2          | 武豊     | 森秀行     | （有）社台レースホース     |
| 1995年11月12日 | 京都   | 1800m | オープン | ロングシコウテイ   | 牡2  | JRA    | 1:48.7          | 渡辺薫彦 | 沖芳夫     | 中井長一                   |
| 1996年11月10日 | 京都   | 1800m | オープン | ランニングゲイル   | 牡2  | JRA    | 1:47.2          | 武豊     | 加用正     | 高橋秀昌                   |
| 1997年11月8日  | 京都   | 1800m | オープン | フィガロ           | 牡2  | JRA    | 1:48.6          | 福永祐一 | 西橋豊治   | 伊達秀和                   |
| 1998年11月14日 | 京都   | 1800m | オープン | オースミブライト   | 牡2  | JRA    | 1:48.8          | 武幸四郎 | 中尾正     | 山路秀則                   |
| 1999年11月13日 | 京都   | 1800m | オープン | ヤマニンリスペクト | 牡2  | JRA    | 1:48.9          | 武豊     | 浅見秀一   | 土井薫                     |
| 2000年11月12日 | 京都   | 1800m | オープン | シャワーパーティー | 牡2  | JRA    | 1:48.6          | 四位洋文 | 伊藤雄二   | 太田美實                   |
| 2001年11月10日 | 京都   | 1800m | オープン | アドマイヤドン     | 牡2  | JRA    | 1:47.4          | 藤田伸二 | 松田博資   | 近藤利一                   |
| 2002年11月23日 | 京都   | 2000m | オープン | エイシンチャンプ   | 牡2  | JRA    | 2:01.2          | 武幸四郎 | 瀬戸口勉   | 平井豊光                   |
| 2003年11月29日 | 京都   | 2000m | オープン | ミスティックエイジ | 牡2  | JRA    | 2:06.8          | 池添謙一 | 飯田雄三   | ジョイ・レースホース（株） |
| 2004年11月27日 | 京都   | 2000m | オープン | ローゼンクロイツ   | 牡2  | JRA    | 2:04.7          | 安藤勝己 | 橋口弘次郎 | （有）サンデーレーシング   |
| 2005年11月26日 | 京都   | 2000m | オープン | マルカシェンク     | 牡2  | JRA    | 2:01.4          | 福永祐一 | 瀬戸口勉   | 河長産業（株）             |
| 2006年11月25日 | 京都   | 2000m | オープン | ゴールドキリシマ   | 牡2  | JRA    | 2:03.5          | 石橋守   | 梅田康雄   | 西村新一郎                 |
| 2007年11月23日 | 京都   | 2000m | オープン | アルカザン         | 牡2  | JRA    | 2:02.5          | 池添謙一 | 昆貢       | （有）エーティー           |
| 2008年11月29日 | 京都   | 2000m | オープン | イグゼキュティヴ   | 牡2  | 北海道 | 2:02.2          | 松岡正海 | 田部和則   | 岡田繁幸                   |
| 2009年11月28日 | 京都   | 2000m | オープン | ヴィクトワールピサ | 牡2  | JRA    | 2:01.6          | 武豊     | 角居勝彦   | 市川義美                   |
| 2010年11月27日 | 京都   | 2000m | オープン | マーベラスカイザー | 牡2  | JRA    | 2:01.6          | 和田竜二 | 柴田政見   | 笹原貞生                   |
| 2011年11月26日 | 京都   | 2000m | オープン | トリップ           | 牡2  | JRA    | 2:01.5          | 岩田康誠 | 松田博資   | 近藤利一                   |
| 2012年11月24日 | 京都   | 2000m | オープン | エピファネイア     | 牡2  | JRA    | 2:03.0          | 福永祐一 | 角居勝彦   | （有）キャロットファーム   |
| 2013年11月23日 | 京都   | 2000m | オープン | トーセンスターダム | 牡2  | JRA    | 2:00.8          | 武豊     | 池江泰寿   | 島川隆哉                   |

#### 各回競走結果の出典
- JRA年度別全成績
  - (2020年) “第5回 阪神競馬 第7日” (PDF).   日本中央競馬会. p. 6. 2021年11月11日閲覧。（索引番号：32083）
  - (2019年) “第5回 京都競馬 第7日” (PDF).   日本中央競馬会. p. 6. 2020年2月15日閲覧。（索引番号：31083）
  - (2018年) “第5回 京都競馬 第7日” (PDF).   日本中央競馬会. p. 6. 2020年2月15日閲覧。（索引番号：31083）
  - (2017年) “第5回 京都競馬 第7日” (PDF).   日本中央競馬会. p. 6. 2017年11月26日閲覧。（索引番号：30083）
  - (2016年) “第5回 京都競馬 第7日” (PDF).   日本中央競馬会. p. 6. 2016年11月27日閲覧。（索引番号：31083）
  - (2015年) “第5回 京都競馬 第8日” (PDF).   日本中央競馬会. p. 6. 2015年11月29日閲覧。（索引番号：32095）
  - (2014年) “第5回 京都競馬 第8日” (PDF).   日本中央競馬会. p. 6. 2015年11月23日閲覧。（索引番号：31095）
  - (2013年) “第5回 京都競馬 第7日” (PDF).   日本中央競馬会. p. 5. 2015年11月23日閲覧。（索引番号：31081）
  - (2012年) “第5回 京都競馬 第7日” (PDF).   日本中央競馬会. p. 5. 2015年11月23日閲覧。（索引番号：31081）
  - (2011年) “第6回 京都競馬 第7日” (PDF).   日本中央競馬会. p. 5. 2015年11月23日閲覧。（索引番号：33081）
  - (2010年) “第6回 京都競馬 第7日” (PDF).   日本中央競馬会. p. 9. 2015年11月23日閲覧。（索引番号：32081）
  - (2009年) “第5回 京都競馬 第7日” (PDF).   日本中央競馬会. p. 9. 2015年11月23日閲覧。（索引番号：32081）
  - (2008年) “第5回 京都競馬 第7日” (PDF).   日本中央競馬会. p. 9. 2015年11月23日閲覧。（索引番号：32081）
  - (2007年) “第5回 京都競馬 第9日” (PDF).   日本中央競馬会. p. 9. 2015年11月23日閲覧。（索引番号：32081）
  - (2006年) “第6回 京都競馬 第7日” (PDF).   日本中央競馬会. p. 9. 2015年11月23日閲覧。（索引番号：32081）
  - (2005年) “第5回 京都競馬成績集計表” (PDF).   日本中央競馬会. pp. 3586-3587. 2015年11月23日閲覧。（索引番号：32081）
  - (2004年) “第5回 京都競馬成績集計表” (PDF).   日本中央競馬会. pp. 3609-3610. 2015年11月23日閲覧。（索引番号：32081）
  - (2003年) “第5回 京都競馬成績集計表” (PDF).   日本中央競馬会. pp. 3565-3566. 2015年11月23日閲覧。（索引番号：32081）
  - (2002年) “第5回 京都競馬成績集計表” (PDF).   日本中央競馬会. pp. 3415-3416. 2015年11月23日閲覧。（索引番号：31081）
- netkeiba.comより（最終閲覧日：2015年3月4日）
  - 京都3歳ステークス
    - 1985年 - 『優駿』1986年1月号、日本中央競馬会、147頁
    - 1986年、1987年、1988年、1989年、1990年、1991年、1992年、1993年、1994年、1995年、1996年、1997年、1998年、1999年、2000年

  - 京都2歳ステークス
    - 2001年、2002年、2003年、2004年、2005年、2006年、2007年、2008年、2009年、2010年、2011年、2012年、2013年

  - ラジオNIKKEI杯京都2歳ステークス
    - 2014年